# イラネッチケー
イラネッチケー（IRANEHK）は、テレビジョン放送のうち日本放送協会（NHK）のものだけを受信しないようにする帯域除去フィルタ機器である。筑波大学映像メディア工学専攻の掛谷英紀研究室が開発した。名称は「いらねー」と「NHK」を組み合わせた造語である。

## 概要
直径21ミリメートルほどの筒状の装置で、テレビ受像機のアンテナ入力端子などに取り付けると、NHKのテレビ周波数の放送波を遮断する。作動原理は、アンテナのマッチング回路にLC回路を接続した帯域除去フィルタであり、これによりNHKの放送周波数のみ減衰できる。NHK総合テレビジョン・NHK教育テレビジョンを対象とする関東地上波用とNHK BS1・NHK BSプレミアムを対象とするBS用が商品化され、2014年（平成26年）からインターネットで通信販売されている。
この機器を開発した研究室は、「NHKだけ映らないアンテナ」を開発しニコニコ超会議2015（2015年4月25日-26日、千葉市・幕張メッセ）の「ニコニコ学会」ブースに出展、「研究してみたマッドネス部門」で大賞を受賞した。
BSを対象としたイラネッチケーは、2018年の周波数帯域改変により、NHKと他のテレビ局で割当が共同となったため、使用時には他の民放局の一部も受信不能となる。2025年1月現在、BS-15ch使用のNHK BSをカットした場合には、BS10・BS10スターチャンネルも受信することができなくなる。なお、4K・8K衛星放送向けの製品については広範な市販が行われていない。

### 製品一覧
現在、以下のものが市販されている。
- IRANEHK-AK27AB26N - 東京スカイツリーの電波に対応した地デジ版（関東専用）
- IRANEHK-BK24BB13NN - 生駒山送信所の電波に対応した地デジ版（関西専用）
- IRANEHK-CK20CB13NN - 瀬戸デジタルタワーの電波に対応した地デジ版（東海専用）
- IRANEHK-BS03N15N - 衛星放送の電波に対応したBS版（全国対応）

サイトウコムウェア（公式HP）はカットフィルターの製造販売をしているが、混信防止やCATVのスカパーの信号防止が目的である。

## 開発の経緯
国会で従軍慰安婦問題に関する答弁が、中山成彬議員のみ著作権侵害を理由にNHKによってYouTubeから削除されたことを疑問視し、合法的にNHK受信料を拒否できるよう開発を決意したとしている。また、開発においてテレビ受像機では、NHK放送技術研究所が地上デジタル放送の特許権を所有しており、開発できないため、知的財産権の制約が少ないフィルタ回路を開発したとしている。イラネッチケーを使えば、NHKの放送が見られなくなるので、NHK受信料を払わなくても良いと、掛谷英紀は述べている。

## 法令上の問題
弁護士の松浦亮介は「フィルターが着脱可能なことから、NHK受信料を支払わなくてよいという解釈は難しい」との見解を示している。
NHKも「アンテナが着脱可能なことから受信契約が必要」との見解を示している。
一方、開発者は「着脱不能にする方法もある」としている。フィルターを溶接する方法、及びフィルターを一体化したテレビとして販売した例では契約義務が発生する判決が出ている（後述）。

## NHK受信料をめぐる裁判
2015年6月1日、船橋市の元市議会議員である立花孝志（NHKから国民を守る党）がイラネッチケーを取り付けた上で、NHKとの受信契約が無いことを確認する為、東京地裁で債務不存在確認訴訟を起こした。
2016年7月20日、東京地裁（谷口園恵裁判長）は、イラネッチケーを設置しても元に戻しNHKを受信できるとして、立花に対し、一か月分のNHK受信料の支払いを命じた。
後にテレビに溶接して同様の訴訟が起こされたが東京地裁にて敗訴する結果が出ている。

### フィルターを一体化したテレビとして販売した事例
2020年6月26日、東京地裁（小川理津子裁判長）は、イラネッチケーを組み込んだテレビを購入した女性がNHKに受信契約を結ぶ義務がないことの確認を求めた訴訟の判決で、女性の請求を認めた。NHKはブースターの取り付けや工具を使った復元により視聴は可能であると主張したが、小川裁判長は専門知識のない女性には困難であるとし主張を斥けた。同フィルターを付けた訴訟は過去に4例あり、3件はNHKの勝訴、1件は取り下げられていた。NHK敗訴の判決はこれが初めてであり、同一の裁判所で正反対の判決が出たことになる。
2021年2月24日、二審の東京高裁（広谷章雄裁判長）は一審の判決を取り消し、NHKを受信できない機器を取り付けてもブースターや工具を使うなどすれば元に戻せる場合、契約を結ぶ義務がある判決を下した。東京高裁は、NHKを受信できない機器を取り付けても、機器を取り外すことで復元できる場合その難易度に関わらずNHKを受信できる設備であると指摘した。
2021年12月3日、最高裁は原告の上告を受理しない決定をし、NHKと契約を結ぶ義務があるとした二審の東京高裁の判決が確定した。